# Postelwitz
Postelwitz je vesnice, místní část města Bad Schandau v německé spolkové zemi Sasko. Nachází se v zemském okrese Saské Švýcarsko-Východní Krušné hory a má 269 obyvatel.

## Historie
Postelwitz byl založen jako řadová vesnice ve středověku při obchodní stezce. První písemná zmínka pochází z roku 1446, kdy je uváděn jako Boßlawicz a Boslowicz. Do roku 1545 vesnice farně příslušela k Reinhardtsdorfu, od tohoto roku pak k Bad Schandau. V roce 1934 byla do té doby samostatná obec připojena k městu Bad Schandau.

## Geografie
Postelwitz se nachází na pravém břehu řeky Labe naproti Krippenu v oblasti Saského Švýcarska. Na jeho území zasahuje národní park Saské Švýcarsko. Ve východní části území Postelwitzu leží skalní skupina Schrammsteine (417 m) či blízký Hoher Torstein (424 m). Jihozápadně od nich se nachází bývalý pískovcový kamenolom. Na západě vsi ústí zprava do Labe potok Wolsgraben. Na břehu řeky je v provozu několik přístavů. Páteřní komunikaci tvoří spolková silnice 172 spojující Pirnu se státní hranicí v sousední Schmilce.

## Pamětihodnosti
- podstávkové domy
- Siebenbrüderhäuser – hrázděné domy čp. 55–67, které dal podle pověsti postavit jeden námořník pro svých sedm synů

## Galerie

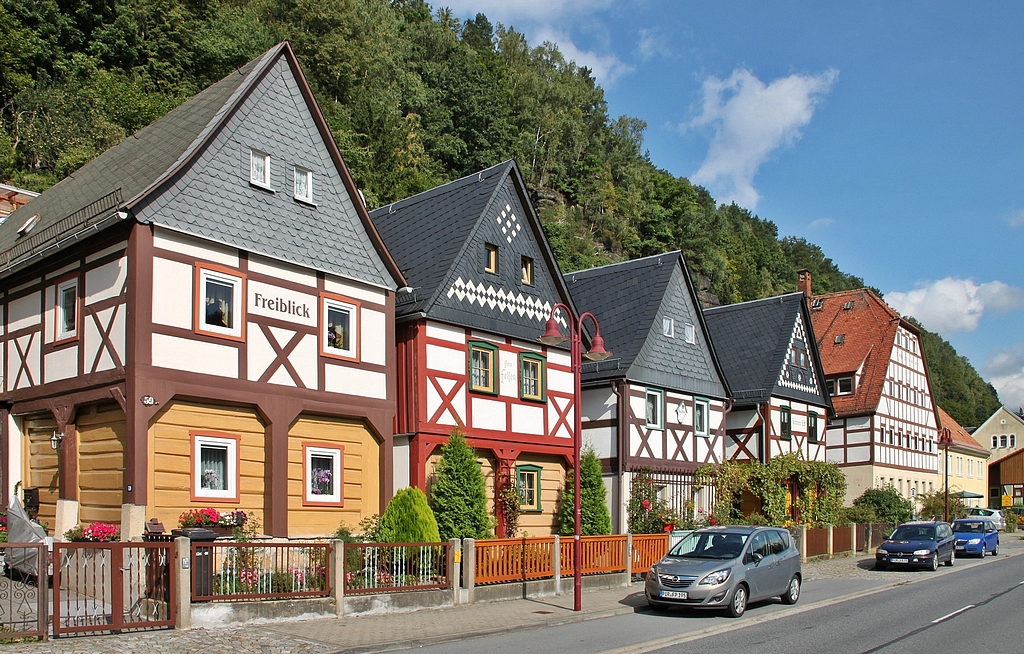
Siebenbrüderhäuser
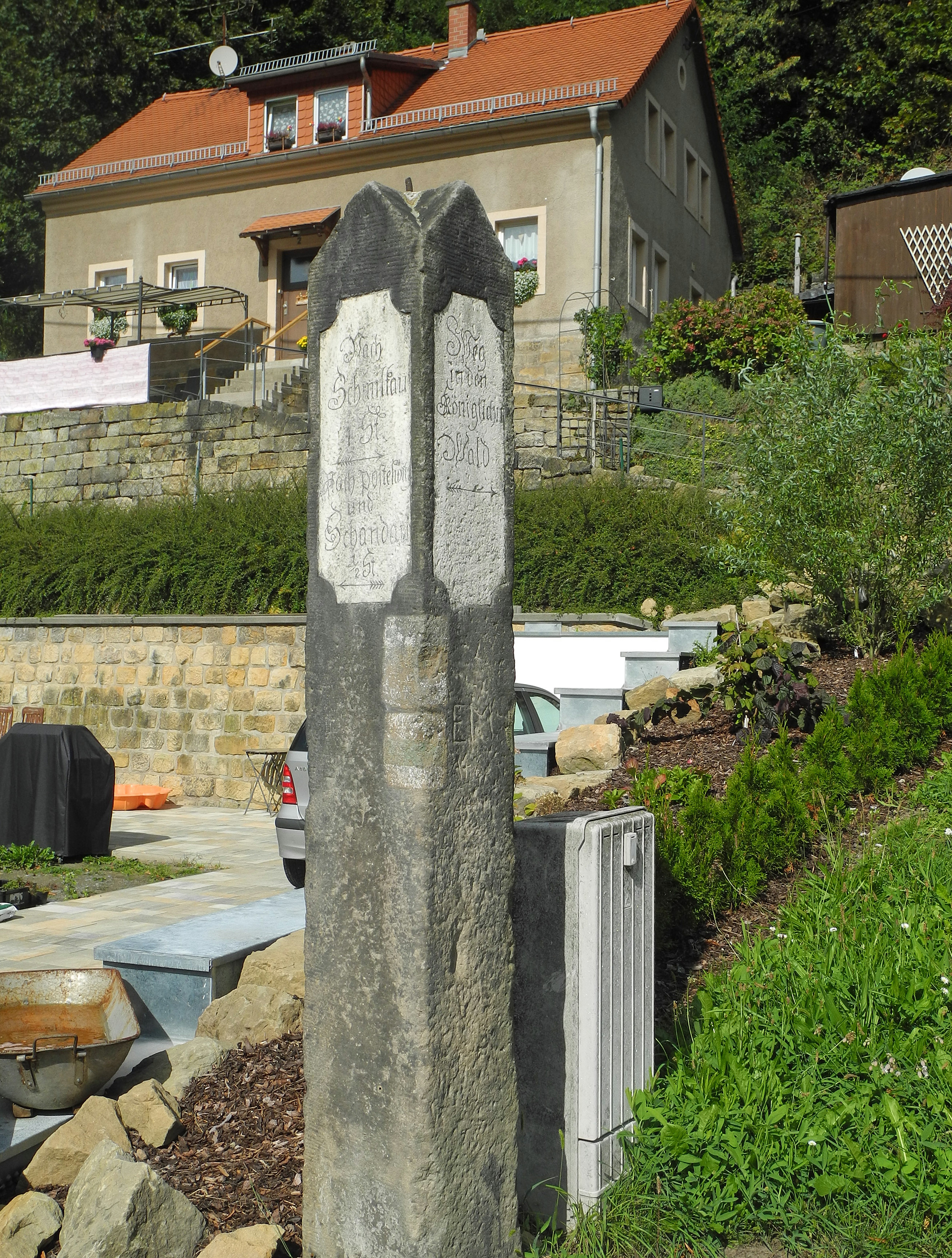
Historický milník